# Black to the Blind
Black to the Blind è il terzo album della band death metal Vader, pubblicato il 13 ottobre 1997.

## Tracce
1. Heading for Internal Darkness – 3:46
2. The Innermost Ambient – 1:33
3. Carnal – 2:09
4. Fractal Light – 2:42
5. True Names – 3:37
6. The Beast Raping – 2:42
7. Foetus God – 2:44
8. The Red Passage – 3:01
9. Distant Dream – 2:26
10. Black to the Blind – 4:07

## Formazione
- Piotr "Peter" Wiwczarek - chitarra, voce
- Mauser - chitarra
- Shambo - basso
- Krzysztof "Doc" Raczkowski - batteria